# A76 road
Die A76 road (englisch für Straße A76) ist eine 90,3 km lange, nahezu durchgehend als Primary route ausgewiesene Straße in Schottland, die Dumfries mit Kilmarnock verbindet.

## Verlauf

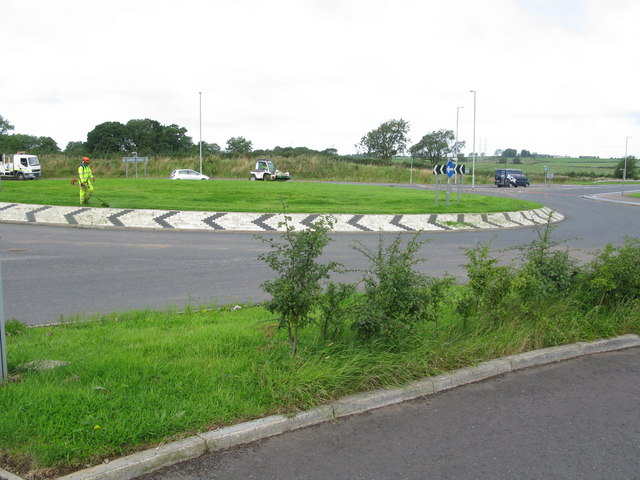
Kreisverkehr A76/A719 (Aufnahme 2008)

Die Straße zweigt am bypass von Dumfries von der A75 road (Teil der Europastraße 18) nach Norden ab und folgt dem Lauf des River Nith nach Thornhill, wo sie die A702 road kreuzt (mit kurzem gemeinsamem Verlauf). Sie folgt weiter dem Nithsdale aufwärts in die Southern Uplands nach Sanquhar und New Cumnock, wo sie Nithsdale verlässt. Auf der Umgehung (bypass) von Holmhead und Auchinleck wird die A70 road gequert. Südöstlich von Kilmarnock kreuzt die Straße die A719 road und stößt schließlich auf die A71 road bei deren Verknüpfung mit der A77 road.